# Julian Rauchfuss
Julian Rauchfuss (ur. 2 września 1994 w Mindelheim) – niemiecki narciarz alpejski, srebrny medalista olimpijski.

## Kariera
Po raz pierwszy na arenie międzynarodowej pojawił się 19 grudnia 2009 roku w St. Moritz, gdzie w zawodach FIS w slalomie nie ukończył pierwszego przejazdu. Nigdy nie wystąpił na mistrzostwach świata juniorów. Wystartował za to na olimpijskim festiwal młodzieży Europy w Libercu w 2011 roku, gdzie był czwarty w gigancie i piąty w slalomie.
W zawodach Pucharu Świata zadebiutował 22 grudnia 2017 roku w Madonna di Campiglio, gdzie nie zakwalifikował się do pierwszego przejazdu slalomu. Pierwsze pucharowe punkty wywalczył 27 listopada 2020 roku w Lech, zajmując 22. miejsce w gigancie równoległym.
W 2022 roku brał udział w igrzyskach olimpijskich w Pekinie, gdzie razem z reprezentacją Niemiec zajął drugie miejsce w zawodach drużynowych. Był też dwudziesty w gigancie, a slalomu nie ukończył.

## Osiągnięcia

### Igrzyska olimpijskie
| Miejsce | Dzień     | Rok  | Miejscowość | Konkurencja | Czas biegu | Strata | Zwycięzca      |
| ------- | --------- | ---- | ----------- | ----------- | ---------- | ------ | -------------- |
| 20.     | 13 lutego | 2022 | Pekin       | Gigant      | 2:09,35    | +6,87  | Marco Odermatt |
| DNF1    | 16 lutego | 2022 | Pekin       | Slalom      | 1:44,09    | -      | Clément Noël   |
| srebro  | 20 lutego | 2022 | Pekin       | Drużynowo   | -          | -      | Austria        |

### Puchar Świata

#### Miejsca w klasyfikacji generalnej
- sezon 2020/2021: 129.
- sezon 2021/2022: 94.

#### Miejsca na podium w zawodach
Rauchfuss nie stanął na podium zawodów PŚ.